# Selenomonas ruminantium subsp. ruminantium
Selenomonas ruminantium subsp. ruminantium  è una sottospecie di batterio appartenente alla famiglia delle Acidaminococcaceae.